# Joep Straesser
Joep Straesser (født 11. marts 1934 i Amsterdam, død 24. september 2004 i Loenersloot, Holland) var en hollandsk komponist, organist og musikolog.
Straesser studerede orgel og komposition på Amsterdams Musikkonservatorium hos bl.a. Ton de Leeuw. Han hører blandt nutidens betydningsfulde hollandske komponister. Han har skrevet 3 symfonier, orkesterværker, orgelstykker, kammermusik, korværker etc.

## Udvalgte værker
- Symfoni nr. 1 "Levende billeder" (1987-1988) (symfoniske scener fra operaen "om Erich M")
- Symfoni nr. 2 (1989) - for strygeorkester
- Symfoni nr. 3 (1991-1992) - for orkester
- "Pragtfuld isolation" (1995) – for orgel
- "Fodspor"(2003) – for orgel